# Elsbeth Meyer-Förster

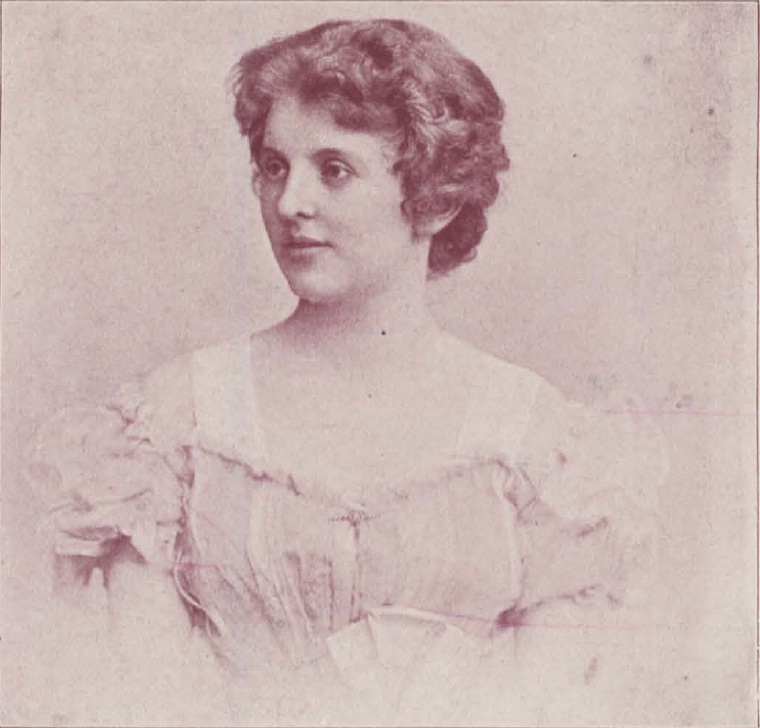
Elsbeth Meyer-Förster, 1898

Elsbeth Meyer-Förster (geborene Elsbeth Blaschke; * 5. Januar 1868 in Breslau, Provinz Schlesien, Königreich Preußen; † 17. Mai 1902 in Bozen, Grafschaft Tirol, Österreich-Ungarn) war eine deutsche Schriftstellerin.

## Leben
Der Vater war Kaufmann in Breslau. Elsbeth Blaschke (oder Blasche) wuchs dort bis zu ihrem 15. Lebensjahr auf. Nach dem Tod des Vaters zog sie um 1885 nach Berlin zu einem Onkel. Dort studierte sie kurzzeitig Musik. Mit zwanzig Jahren veröffentlichte sie erste Texte in Kinderzeitschriften und einer christlichen Familienzeitschrift.
1890 heiratete sie den Schriftsteller Wilhelm Meyer. 1894 veröffentlichte sie ihren ersten Roman Das Drama eines Kindes, der ihr gute Rezensionen einbrachte. Um 1895 änderten sie den Familiennamen in „Meyer-Förster“. 1897 lebten sie in Paris, seit 1899 in Wilmersdorf bei Berlin. 1900 wurde ihr Mann durch ein Theaterstück, das auf fast allen Bühnen in Deutschland gespielt wurde, sehr berühmt.
Elsbeth Meyer-Förster erreichte eine gewisse Bekanntheit als Schriftstellerin. 1900 las sie in ihrer Heimatstadt Breslau einmal an einem Abend zufällig zusammen mit Arthur Schnitzler, der dort seinen Skandaltext Lieutenant Gustl erstmals öffentlich vortrug.
Elsbeth Meyer-Förster war in den Künstlerkreisen in Berlin, in denen sie mit ihrem Mann verkehrte, durch ihre Erscheinung sehr
beliebt. Deshalb war die Bestürzung groß, als 1902 ihr früher Tod nach schwerer Krankheit und einer Operation bekannt wurde.
Elsbeth Meyer-Förster hinterließ zwei Töchter und einen Witwer, der sich für viele Jahre aus dem Schriftstellerleben zurückzog.

## Werke (Auswahl)
Elsbeth Meyer-Förster schrieb Romane, Erzählungen, Theaterstücke und Feuilletonessays. Ihre Werke zeichneten sich durch eine genaue Beobachtungsgabe und einfühlsame Beschreibungen aus. Bemängelt wurden vor allem dramaturgische und technische Ungenauigkeiten.

### Romane, Erzählungen, Dramen
- Das Drama eines Kindes, Berlin 1894, Roman, zuerst in Neue Deutsche Rundschau, 1894, S. 1232–1257; dann 1895 bei S. Fischer
- Käthe, Theaterfassung nach dem Roman Drama eines Kindes, Leipzig, Reclams Universal-Bibliothek, Nr. 3523, Inszenierungen in Hannover um 1898 und im Berliner Theater 1901
- Meine Geschichten, Berlin 1897, Novellen
- Junge Menschen Leipzig 1898, Roman
- Das Pflegekind, Berlin 1899, Roman
- Der gnädige Herr, um 1899/1900, Drama, Theateraufführungen der Secessionsbühne in Wien und Berlin 1900
- Frau Kleemann, Berlin 1900, Roman
- Also sprach – eine Frau, Berlin, 1900, Liebesnovellen Text
- Theatermädel und andre Novellen, Berlin 1902. (PDF/Download)

### Kurzerzählungen, Aufsätze
Wiener Rundschau
- Dear little girl!, 2, 1897/98, Nr. 22, S. 854
- Pariser Skizze, 3, 1898/99, Nr. 5, S. 105
- Leben, 3, 1898/99, Nr. 8
- Juliane Déry. Ein Nachruf, 3, 1898/99, Nr. 11, S. 265–267
- Die Gerettete, 3, 1898/99, Nr. 25

Simplicissimus
- Ich liebe Dich!, 2, 1897/98, Nr. 10, S. 78
- Worte, 2, 1897/98, Nr. 45, S. 354
- Die Geschiedene, 3, 1898/99, Nr. 42, S. 330
- Die kleine Irre, 4, 1899/1900, Nr. 5, S. 34

Jugend
- Klinik, 1897
- Theatermädel, 1899, 15, S. 235
- Ihr Schutz, 1900, 16, S. 270

Die Zeit. Wiener Wochenschrift
- Courtisane, Nr. 297, 09.06.1900; Nr. 298,  16.06.1900 Novelle
- Friseurin, Nr. 337, 16.03.1901, Novelle

### Weitere Aufsätze
- Sollen Frauen radeln? In: Gesundheit, XXI, 1895/1896.
- Zum tragischen Hingehen von Juliane Déry. In: Berliner Tageblatt, 2. April 1898, S. 3.
- Brief an die Frauen. In: Theodor Rulemann (Hrsg.): Das große illustrierte Sportbuch. 1909, S. 273 f.
- einige kurze Beiträge in Das moderne Brettl, 1901/02
- Vom Schreibtisch und aus dem Atelier. Theaterpremiere. Ein Tagebuchblatt. In: Velhagen und Klasings Monatshefte, 1900/1901, Jg. 15, Band 1, Heft 3, November 1900, S. 297–301.

## Zitate

### Eigenes Zitat
- „Eine Lebensfreude kriegt man vom Radeln! gar nicht wieder umzubringen! (..) Was hat man aber auch jahrelang für ein Leben geführt, man hat nicht springen, laufen, jagen dürfen, man ist Dame, Fräulein, Frau gewesen, ein Ding ohne bewegliche Gliedmaßen, aufrecht gemessen und gezirkelt in einem Schlepprock verpuppt, höchstens zum Knicksen abgerichtet.“[5]

### Beschreibungen zu Lebzeiten
- „Frau Elsbeth Meyer=Förster zählt zu den beliebtesten Frauen=Schriftstellerinnen der Gegenwart. Auch uns Breslauern ist sie keine Fremde. Einmal ist sie ein Breslauer Kind, und hat bis zu ihrem 15. Jahre hier gelebt, sodann haben Breslauer Zeitungen, auch die unsere, ihren Namen durch Abdruck von Romanen aus ihrer Feder populär gemacht. Frau Kleemann betitelte sich der vor einigen Monaten im »Breslauer General=Anzeiger« erschienene Roman, der viel Anerkennung fand. Ihre wunderbare Charakteristik, ihre einfache, freie und doch so edle Sprache, ihre starke Eigenart, gute Dinge unverhüllt und doch decent zu sagen, sichern ihr einen hervorragenden Rang unter unseren Modernen. (…) Wer aber gestern die reizende, von einer eleganten Pariser Toilette gehobene Erscheinung der jungen Frau gesehen, das geistreiche Gesichtchen, über das sich beim Lesen die langen dunklen Wimpern wie ein Schatten legten, wer hört, daß die Verfasserin des Buches, das in seinen Einzelheiten das Leben so klar, so wirksam drastisch schildert, und unbarmherzig Schäden aufdeckt, wo es welche findet, eine glückliche Frau und Mutter ist, der wird anderer Meinung über diese »Frauenrechtlerin«, die zwar eine solche ist, aber in des Wortes edelster Bedeutung.“[6]

### Nachrufe
- „[Wilhelm] Meyer-Förster kam meistens mit seiner jungen, liebenswürdigen, sehr klugen und anmutigen Frau, und als dann ganz unerwartet die Nachricht kam, daß Elsbeth Meyer-Förster nach kurzer Krankheit gestorben war, blieb auch der Gatte fort, und es lag lange der schmerzliche Druck der Verwaistheit über dem Caféhaus-Stammtisch; die Verarmung, die unsere Gesellschaft durch den Verlust Elsbeth Meyer-Försters erlitt, ist nie wieder ausgeglichen worden.“[7]
- „Mit der schönen jungen Dichterin ist eine der liebenswürdigsten, anmutigsten Erscheinungen des Berliner literarischen Lebens dahingegangen, eine Frau, die vor dem Leben ein Kind geblieben war, aus deren blauen, traumverlorenen Augen die Seele des Märchens zu leuchten schien.“[8]